# Code for America
Code for America est un projet citoyen américain fondé en 2009 pour améliorer les services numériques citoyens aux États-Unis.
Le projet est généralement classé comme appartenant aux civic tech.